# Juni 1913
Portal Geschichte | Portal Biografien | Aktuelle Ereignisse | Jahreskalender | Tagesartikel

◄ |
19. Jahrhundert |
20. Jahrhundert
| 21. Jahrhundert

◄ |
1880er |
1890er |
1900er |
1910er
| 1920er | 1930er | 1940er | ►

◄ |
1909 |
1910 |
1911 |
1912 |
1913
| 1914 | 1915 | 1916 | 1917 | ►

◄ |
März 1913 |
April 1913 |
Mai 1913 |
Juni 1913 |
Juli 1913 |
August 1913 |
September 1913 |
►
Dieser Artikel behandelt tagesbezogene Nachrichten und Ereignisse im Juni 1913.

## Tagesgeschehen

### Samstag, 7. Juni

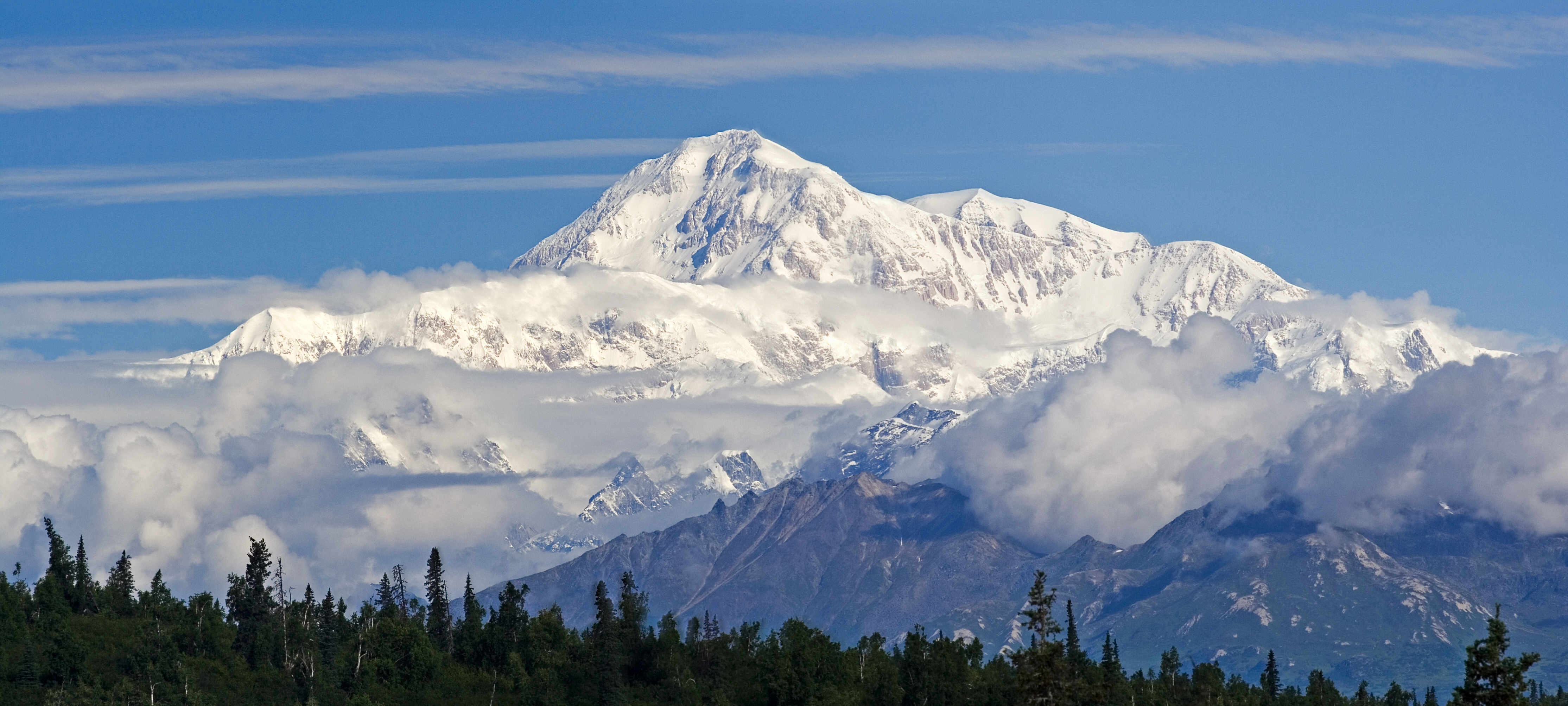
Der Mount McKinley

- Alaska/Vereinigte Staaten: Der amerikanisch-britische Forscher Hudson Stuck und der Alaskaner Henry Peter Karstens, sowie die Athabasca Indianer Walter Harper und Robert Tatum erreichen als Erste Menschen den Gipfel des Mount McKinley, mit 6.194 Metern der höchste Berg Nordamerikas.
- Wien/Österreich: Der österreichische Reserveoberleutnant Baron Friedrich Michael von R. erlebt eine Phantastische Nacht und schreibt seine Gefühle im Oktober desselben Jahres nieder. Nach seinem Tod übergibt die Familie das Manuskript an Stefan Zweig, der es 1922 unbearbeitet veröffentlicht.
- Charleston, West Virginia/Vereinigte Staaten Gegen den Präsidenten von United Mine Workers (UMW), John P. White, und 18 anderen Offiziellen der Gewerkschaft wird ein Verfahren wegen Verletzung des Sherman Antitrust Act vor der „Federal Grand Jury“ angestrengt.[1]

### Dienstag, 10. Juni

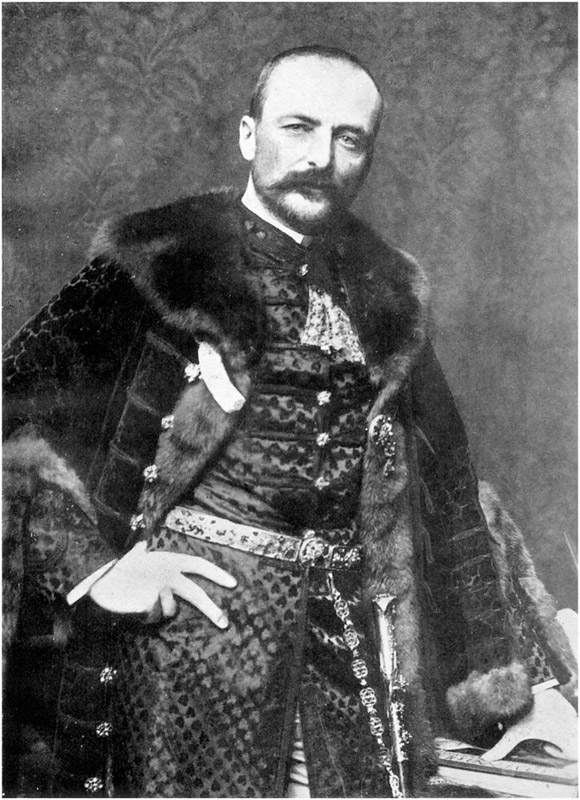
Graf István Tisza

- Ungarn: Der 1905 abgewählte István Tisza kehrt an die Spitze der ungarischen Regierung zurück. Sein Vorgänger, László Lukács, musste zuvor wegen fragwürdiger Wahlkampffinanzierung zurücktreten.
- Berlin/Deutsches Kaiserreich: Die von Fritz Gottlob errichtete Nikodemuskirche wird eingeweiht. Der Bau vereinigt Elemente der Neorenaissance und des Jugendstils und lässt bereits die beginnende Moderne anklingen.

### Mittwoch, 11. Juni

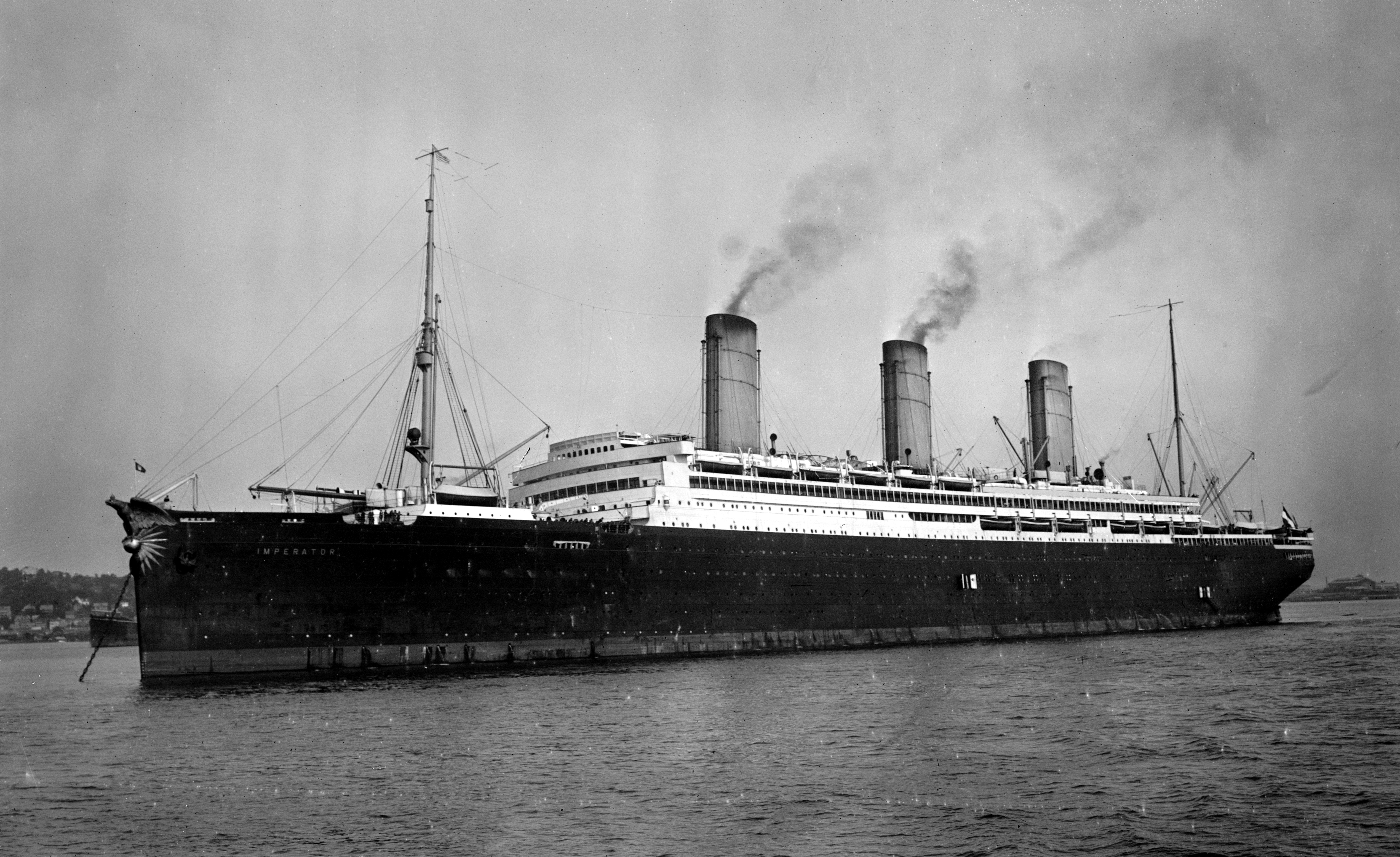
Imperator mit Bugzier

- Cuxhaven/Deutsches Kaiserreich: Das größte Schiff der Welt, die Imperator, läuft zu ihrer Jungfernfahrt nach New York aus. Es übertrifft die bislang größten Passagierdampfer Titanic und deren Schwesterschiff Olympic um etwa 6.000 BRT.
- Osmanisches Reich: Ein Offizier – ein Verwandter des im Januar ermordeten Nazım Pascha – tötet Großwesir Mahmud Şevket Pascha aus Vergeltung. Unter dem neuen Großwesir, Said Halim Pascha, wird eine umfassende Diktatur aufgebaut die 24 Personen, unter denen auch oppositionelle politische Führer waren, im Zusammenhang mit dem Attentat zum Tode verurteilt.

### Donnerstag, 12. Juni

Die Hvítbláinn

- Deutsches Kaiserreich: Der SPD-Politiker Ludwig Frank ruft während einer Kundgebung in Wilmersdorf zum Massenstreik auf. Nur so ließe sich die notwendige Demokratisierung erzwingen.
- Reykjavík/Island: Ein Kapitän der dänischen Küstenwache lässt einen jungen Mann verhaften, weil er mit der blau-weißen Flagge Islands ruderte. Die Bevölkerung protestierte gegen den Übergriff, indem sie überall in der Stadt die blau-weißen Flaggen herausholten.
- Miami/Vereinigte Staaten: Eine Fährverbindung von Miami nach Miami Beach wird durch die 2,5 Meilen lange Collins Bridge ersetzt. Sie gilt bei ihrer Eröffnung als die längste Holzbrücke der Welt.[2]

### Freitag, 13. Juni
- Kanada: Die Empress of Asia, ein Ozeandampfer der Canadian Pacific Line, wird in den Dienst gestellt. Er soll Passagiere, Post und Fracht auf der Route über den Pazifik zwischen der kanadischen Westküste und Ostasien transportieren.
- Deutsches Kaiserreich: Die 57 Kilometer lange Bahnstrecke Lüneburg–Soltau von Lüneburg nach Soltau wird durch die Kleinbahn Lüneburg–Soltau eröffnet.

### Samstag, 14. Juni

Logo von Racing Santander

- Wien/Österreich: In der Wohnung von Philipp Silber findet die erste konstituierende Versammlung des „Österreichischen Komponisten-Clubs“ statt. Der Club bezweckte nicht nur einen losen Zusammenschluss von Künstlern, sondern durchaus kämpferische Aktionen zur Durchsetzung ureigenster Anliegen des Komponistenstandes.[3]
- Santander/Spanien: Der Fußballverein Racing Santander wird gegründet. Er erhält in der Folge 1914 das Attribut Real (dt. Königlich) und spielte in der Saison 1928/29, womit er zu den Gründungsmitgliedern Primera División gehört.
- Kaliningrad/Preußen: Eine bronzene Figur zu Ehren des ersten Zooleiters Hermann Claaß im Königsberger Tiergarten wird enthüllt. Die Skulptur wurde von Walter Rosenberg erstellt und zeigt einen Knaben, der einen Panther und zwei seiner Jungen füttert.

### Dienstag, 17. Juni

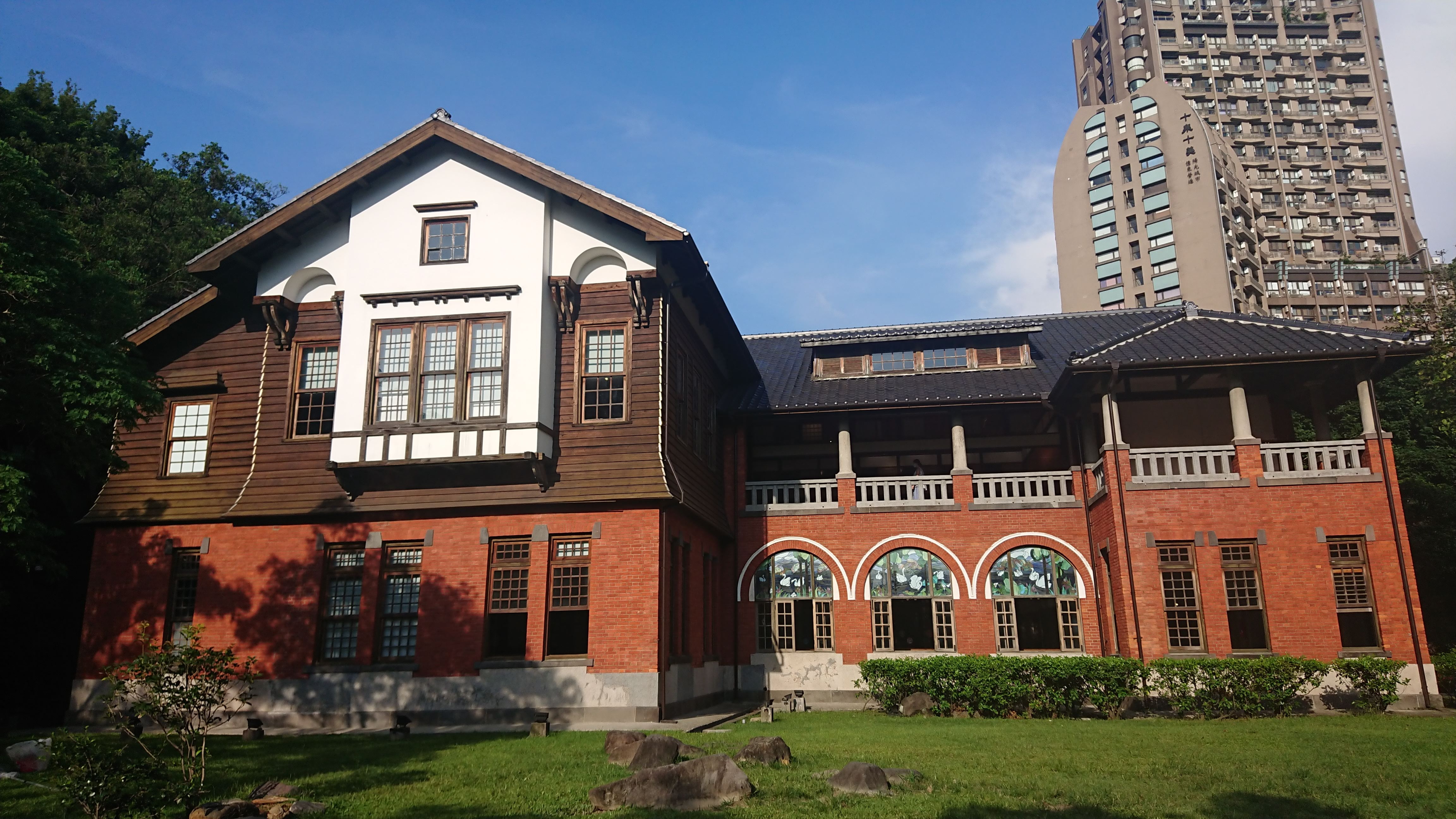
Das Museum für heiße Quellen

- Uruguay: Die Amtszeit von Emilio Barbaroux als Außenminister Uruguays beginnt.[4]
- Beitou/Taiwan: Das Museum für heiße Quellen, ein früheres öffentliches Badehaus aus japanischer Zeit[5] wird errichtet. Es ist für seine Architektur eines englischen Landhauses berühmt.
- Vereinigtes Königreich: Die für Brasilien gebaute Javary (später Humber) läuft vom Stapel. Es ist das Typschiff der Humber-Klasse und geht gemeinsam mit den Schwesterschiffen an der Flandrischen Küste im Einsatz.

### Mittwoch, 18. Juni

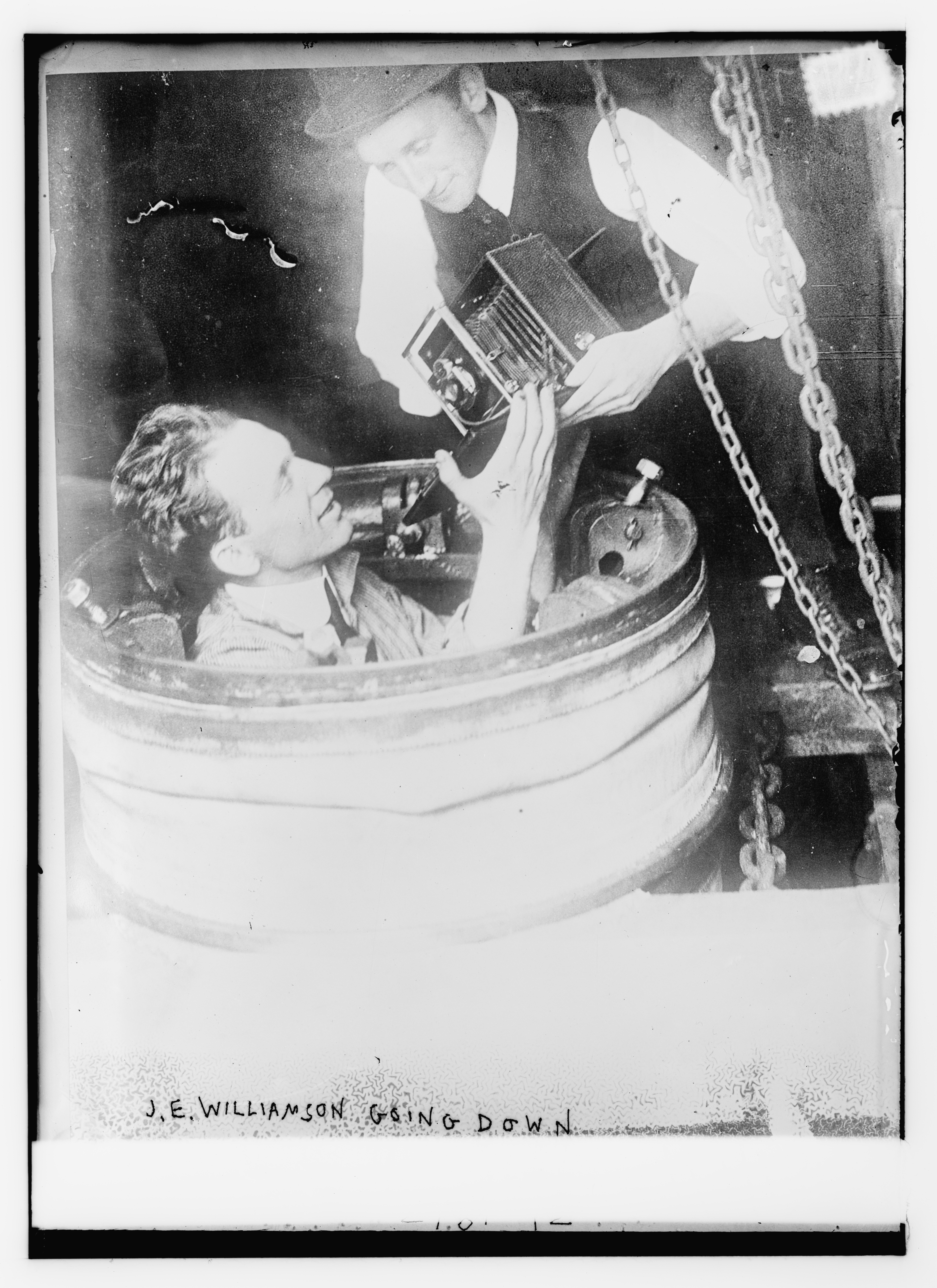
John Ernest Williamson vor einem Tauchgang.

- Vereinigte Staaten: Die Holland, das erste U-Boot, das offiziell von den Vereinigten Staaten in Dienst genommen wurde, wird um 1.066,50 Dollar an die Henry A. Hitner’s Sons Company verkauft, die es in der Folge im November am Friedhof der Schiffe (Petty Island) lieblos entsorgt.[6]
- Breslau/Deutsches Kaiserreich: Das Festspiel in deutschen Reimen von Gerhart Hauptmann wird nach nur 15 Aufführungen auf Drängen des Protektors der Jahrhundertausstellung, Kronprinz Friedrich Wilhelm von Hohenzollern, vom Spielplan genommen.
- Vereinigte Staaten: John Ernest Williamson, dessen Vater eine transparente Tauchglocke erfunden hat, nimmt die ersten Photos von unter der Meeresoberfläche auf.[7]
- Südafrika: Das Parlament beschließt den Natives Land Act, einen Vorläufer des Systems, das ab den Parlamentswahlen 1948 unter dem Namen Apartheid bekannt wurde. Das Gesetz regelt die weitgehende administrative Enteignung der schwarzen Bevölkerung.[8]
- Deutsches Kaiserreich: Heinrich Retzmann beendet seine Kommandotätigkeit auf der Königsberg.

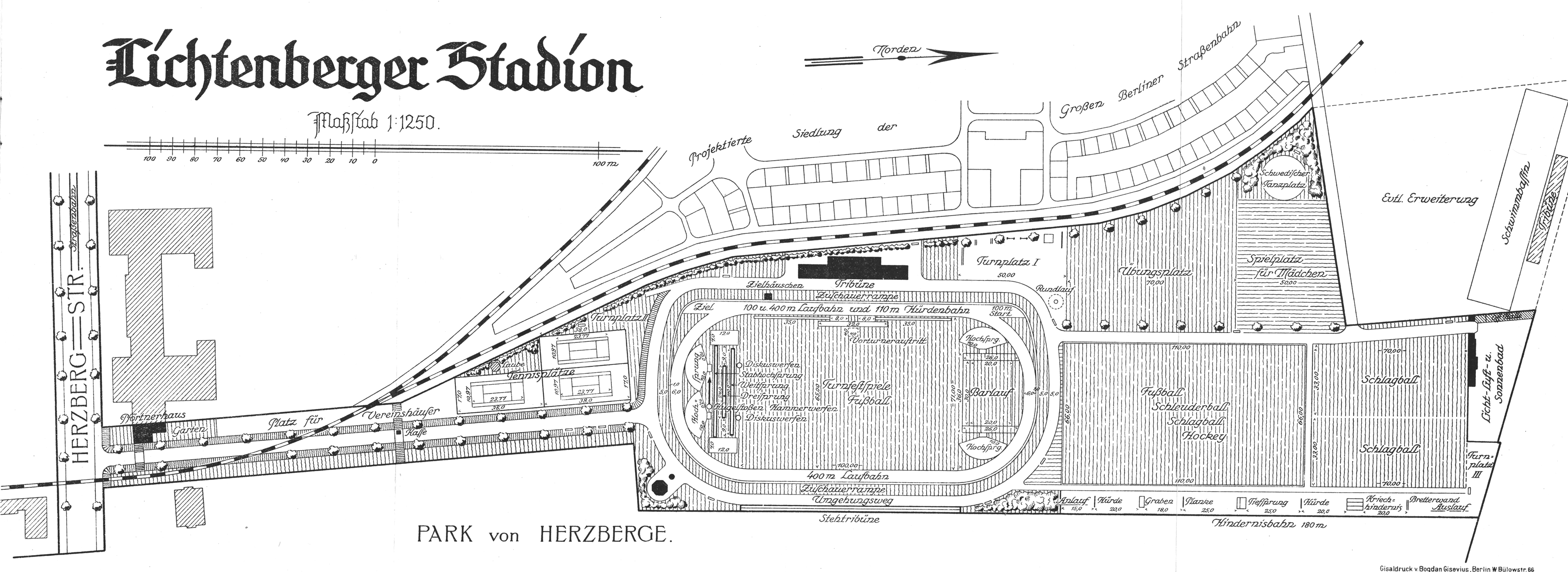
Plan des Lichtenberger Stadions (Juli 1920)

- Lichtenberg/Deutsches Kaiserreich: Die städtischen Körperschaften beschließen aufgrund fehlender Sportstätten in der damals noch eigenständigen Stadt den Bau einer geeigneten Sportanlage. Im Laufe des Jahres 1914 beginnen dann die Arbeiten für das Lichtenberger Stadion.

### Freitag, 20. Juni
- Vereinigte Staaten: Präsident Woodrow Wilson entsendet William Elliott Gonzales als Botschafter der Vereinigten Staaten nach Kuba. Etwa zwei Monate später, am 9. August, übergibt er sein Akkreditierungsschreiben an die Menocal-Regierung.
- Dänemark: Carl Theodor Zahle beginnt seine zweite Amtszeit als Ministerpräsident seines Landes. Seine Regierung Zahle II ist fast sieben Jahre, bis zum 29. März 1920, an der Macht.

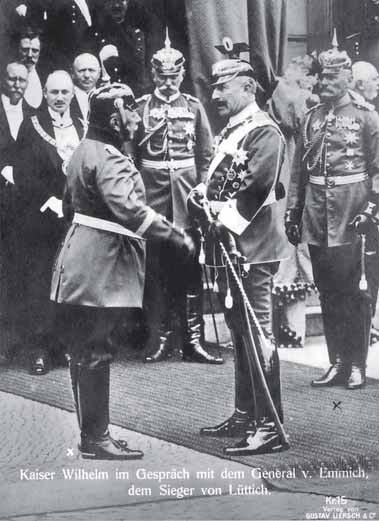
Begrüßung von Kaiser Wilhelm bei der Einweihung des Neuen Rathauses.

- Hannover/Deutsches Kaiserreich: Nach zwölfjähriger Bauzeit wird das Neue Rathaus eingeweiht. Der Baupreis betrug zehn Millionen Mark und das Gebäude wurde nach Plänen des Architekten Hermann Eggert errichtet.
- Bremen-Walle/Deutsches Kaiserreich: Ernst Friedrich (oder Erich) Schmidt, ein anscheinend geistig verwirrter 30-jähriger Lehrer ohne Anstellung tötet beim Amoklauf in Bremen fünf Mädchen im Alter von sieben bis acht Jahren und verletzt 18 weitere Kinder und fünf Erwachsene teilweise lebensgefährlich.[9]
- Heiligenstedten/Deutsches Kaiserreich: Der TSV Heiligenstedten wird gegründet.

### Dienstag, 24. Juni

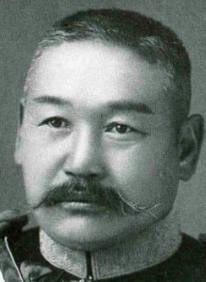
Kigoshi Yasutsuna

- Japanisches Kaiserreich: Generalleutnant Kusunose Yukihiko übernimmt das Amt des Heeresministers von Generalleutnant Kigoshi Yasutsuna im Kabinett Yamamoto I. Grund war die Nichtumsetzung des Gesetzes Gumbu daijin gen'eki bukan sei. Durch dessen Ratifizierung hätten nur noch aktive Offiziere Heeresminister werden dürfen statt wie bisher auch im Ruhestand befindliche.
- Australien: Joseph Cook wird der 6. Premierminister Australiens. Seine Amtszeit dauert bis zum 17. September 1914.
- Gera/Deutsches Kaiserreich Der Grundstein für das SRH Wald-Klinikum Gera wird gelegt. Die feierliche Einweihung findet aber erst fest sieben Jahre später, am 20. April 1920, statt.

### Mittwoch, 25. Juni
- Eilenburg/Deutsches Kaiserreich: Die preußische Heeresverwaltung stellt Planungen vor, die die Stadt als Standort des III. Bataillons des 4. Thüringischen Infanterie-Regiments Nr. 72 vorsehen. In der Folge beginnen die Planungen der Kaserne Eilenburg in einem bisher unbebauten Auengebiet der Mulde in der Nähe des Bahnhofes.
- Deutsches Kaiserreich: Generalleutnant Martin Chales de Beaulieu übernimmt die Führung der 12. Division, einem Großverband der Preußischen Armee.

### Donnerstag, 26. Juni
- Bayern/Deutsches Kaiserreich: Auf Initiative des königlichen Regierungsrates Reubold gründen Vertreter des Landesausschusses für Naturpflege, der Bayerischen Botanischen Gesellschaft, der Bayerischen Ornithologischen Gesellschaft und des Vereins für Naturkunde den Bund Naturschutz in Bayern e. V., unter dem „Protektorat Seiner Königlichen Hoheit“, Kronprinz Rupprecht von Bayern.
- Illinois/Vereinigte Staaten: Als erster Staat östlich des Mississippi River führt Illinois das Frauenwahlrecht für die Präsidentschaftswahlen ein.
- Portugal: Raimundo Enes Meira wird zum Zivilgouverneur von Viana do Castelo ernannt. Diesen Posten hat er bis zum 21. März 1914 inne.[10]
- Berlin/Deutsches Kaiserreich: Der Student von Prag, der als erster Autoren- und Kunstfilm gilt, wird der Zensur vorgeführt, welche ein Jugendverbot verhängt. Die Premiere erfolgt dann am 22. August im Berliner Mozartsaal.
- Australien: Die HMAS Sydney, der zweite Kreuzer der Town-Klasse, wird in Dienst gestellt.
- Illinois/Vereinigte Staaten: Illinois führt als erster Bundesstaat östlich des Mississippi River das Frauenwahlrecht für die Präsidentschaftswahlen ein.

### Freitag, 27. Juni

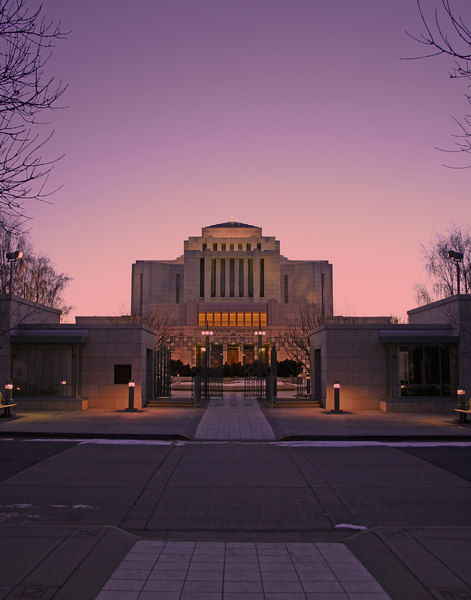
Cardston-Alberta-Tempel (2006)

- Alberta/Kanada: Die Kirche Jesu Christi der Heiligen der Letzten Tage kündigt an, dass sie mit dem Cardston-Alberta-Tempel den sechsten Tempel außerhalb der Vereinigten Staaten erbauen will. Noch im gleichen Jahr, am 13. November, erfolgt der Spatenstich, und fast zehn Jahre später, am 26. August 1923, wird der Tempel geweiht.
- Italien: Die Marineflieger des Landes werden unter dem Namen Servizio Aereo della Regia Marina gegründet.
- Schortewitz/Deutsches Kaiserreich: Die seit 20. Mai laufenden archäologischen Grabungen unter der Leitung von Walter Götze-Geuz, bei denen das Großsteingrab Schortewitz entdeckt wurde, enden.[11]

### Samstag, 28. Juni

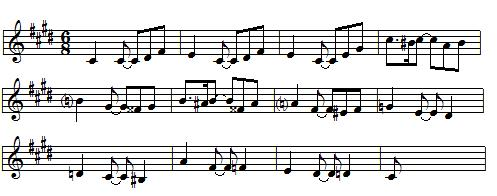
Thema des ersten Satzes der 2. Sinfonie

- Pawlowsk/Russland: In der Sommerresidenz der russischen Zaren wird die 2. Sinfonie von Nikolai Jakowlewitsch Mjaskowski unter der Leitung von A. P. Aslanow uraufgeführt.
- Balkan: In der Nacht greifen bulgarische Truppen gleichzeitig die griechischen und serbischen Armeen an, ohne dass Bulgarien den beiden Staaten offiziell den Krieg erklärt hatte. Die Kämpfe zwischen Serres und Saloniki endeten mit einem Sieg der vorbereiteten Verteidiger. Der Zweite Balkankrieg beginnt.[12]